# Plataea personaria
Plataea personaria är en fjärilsart som beskrevs av H. Edwards 1881. Plataea personaria ingår i släktet Plataea och familjen mätare. Inga underarter finns listade i Catalogue of Life.